# Lycomorphodes sordida
Lycomorphodes sordida är en fjärilsart som beskrevs av Butler 1877. Lycomorphodes sordida ingår i släktet Lycomorphodes och familjen björnspinnare. Inga underarter finns listade i Catalogue of Life.